# Ђакомо Агостини
Ђакомо Агостини (Бреша, 16. јун 1942) је италијански вишеструки светски шампион у великим наградама мотоциклистичких друмских трка. Под надимком Аго, освојио је 122 великих награда и 15 титула светског шампиона. Од тога је 68 победа и 8 титула дошло у класи од 500 кубика, а остало у класи од 350 кубика. За ова достигнућа постигнута током 17 година каријере, АМА - Америчко удружење мотоциклиста га је описало као „...можда највећег возача свих времена“. Године 2000. Агостини је уврштен у МотоГП кућу славних као МотоГП легенда, док је 2010. године проглашен за ФИМ легенду због својих мотоциклистичких достигнућа.

## Рана каријера
Агостини је рођен у Бреши у Ломбардији. Његова породица је била из Ловереа, где је његов отац био запослен у локалном градском већу. Најстарији од четворице браће, Агостини је у почетку морао да се искраде да би се такмичио, прво у дисциплинама и тркама са успонима, а затим и у друмским тркама, пошто његов отац није одобравао каријеру свог сина у мотоциклизму и чинио је све што је могао да га убеди да се не трка.
На крају се његов отац помирио са тим да се његов син бави мотоциклизмом и Агостини 1963. освоја италијанско првенство до 175 кубика на Моринију. Добио је паузу када је возач из фабрике Морини Таркуинио Провини напустио тим да би возио за Бенели. Гроф Алфонсо Морини је унајмио младог Агостинија да вози за њега. 1964. године Агостини је освојио титулу италијанског првака до 350 кубика и доказао своју способност тако што је завршио четврти на великој награди Италије у Монци.

## Светска првенства
Овако добри резултати Агостинија запали су за око грофу Доменика Агусте, који је потписао уговор са Агостинијем да вози за његов тим МВ Агуста као тимски колега Мајка Хејлвуда. Агостини је тада водио сезонску битку са Хондиним возачем Џимом Редманом за светско првенство 1965. године до 350 кубика. Чинило се да је освојио титулу када је возио последњу трку у Јапану на Сузуки, када га је мотор изневерио, предавши титулу Џиму Редману.
На крају сезоне 1965. Мајк Хејлвуд је отишао да се придружи Хонди јер му је досадило да ради за тешког грофа Агусту. Са Агостинијем који је у том тренутку најбољи возач МВ Агусте, одговорио је освајањем титуле на 500 кубика седам година узастопно за италијанску фабрику. Такође би освојио титулу до 350 кубика седам пута узастопно и освојио 10 ТТ-ова на Острву Ман. У то време, Острво Ман ТТ и Велику награду Улстера редовно су освајали углавном британски возачи; поред Агостинијевих успеха на ТТ-у, освојио је и 7 трка за Велику награду Улстера - био је једини не-британски возач који је постигао исти успех на овим британским мото тркама - које су биле једне од најтежих мото трка на свету у то време. Године 1967. борио се против Хејлвуда у једној од најдраматичнијих сезона у историји мотоциклистичких трка. Сваки возач је имао 5 победа пре него што је шампионат одлучен у Агостинијеву корист на последњој трци сезоне.
Агостини је бацио бомбу на свет мото трка када је најавио да се више никада неће тркати на ТТ-у на Острву Мен, након смрти његовог блиског пријатеља, Гилберта Парлотија током ТТ-а 1972. године. Сматрао је да стаза од 37 mi (60 km) није безбедна за такмичење на светском првенству. У то време, ТТ је била најпрестижнија трка у мотоциклистичком календару. Остали врхунски возачи придружили су се његовом бојкоту и до 1977. године велика награда ТТ-а је избачена из распореда великих награда мотоциклистичких трка.
Агостини је изненадио тркачки свет када је најавио да ће напустити МВ Агусте да би возио за Јамаху у сезони 1974. године. На својој првој трци за јапанску фабрику, победио је на престижној Дејтони 200, премијерној америчкој мотоциклистичкој трци. Наставио је да побеђује и освојио светско првенство 1974. године до 350 кубика, али су га повреде и механички проблеми спречили да освоји круну од 500 кубика. Опоравио се и освојио титулу у светском првенству до 500 кубика 1975. године, што је био први пут да је једна двотактна машина успела да освоји титулу у краљевској класи.
Шампионат из 1975. био би и последња светска титула за 33-годишњег Италијана. Године 1976. возио је и Јамаху и МВ Агуста моторе у класи 500 кубика, али се само једном утркивао у 350 кубика да би победио у Асену. За изазовни Нирбургринг, изабрао је МВ Агусту од 500 кубика и одвео је до победе, освојивши последњу велику награду за себе, тим и последњу за четворотактне моторе у класи 500 кубика.
Повукао се из мотоциклистичког такмичења након што је завршио 6. у сезони 1977. у којој се такође такмичио у тркама издржљивости до 750 кубика за Јамаху.

## Каријера у Формули 1
Као и Жан-Пјер Белтоаз, Џон Сертис и Мајк Хејлвуд пре њега, Агостини се такмичио у болидима Формуле 1. Учествовао је у нешампионским тркама Формуле 1 1978. године. Такмичио се у европској серији Формуле 2 у Шеврон Б42-БМВ и британској Аурори Формули 1 са сопственим тимом и Виллиамс FW06. Своју тркачку каријеру у Формули 1 завршио је 1980. године.

## Менаџер тима
Године 1982, Агостини се вратио мотоциклистичким тркама као менаџер тима Марлборо Јамаха. У овој улози освојио је три титуле до 500 кубика са Едијем Лосоном и управљао многим успешним возачима укључујући Грема Кросбија и Кенија Робертса. Под његовим вођством возачи су освојили 1982. године Дејтона Формула 1 (Кросби), 1983. и 1984. године Дејтона Формула 1 (Робертс) и Дејтона Супербајк првенство 1986. године (Лавсон). Између 1986. и 1990. године такође је управљао тимом Марлборо Јамаха 250 кубика са возачима као што су Лука Кадалора, Мартин Вимер и Алекс Кривил.
Од 1992. био је менаџер тркачког тима у фабрици Кагива до 1994. године, када се Кагива повукао са светског шампионата. Агостинијева последња сезона као тим менаџера била је 1995. када је управљао тимом Хонде од 250 кубика са Доријаном Ромбонијем као возачем.

## Резултати у светским првенствима
Систем бодовања од 1964. до 1968. године:
| Позиција | 1 | 2 | 3 | 4 | 5 | 6 |
| Поени    | 8 | 6 | 4 | 3 | 2 | 1 |

Систем бодовања од 1968. године:
| Позиција | 1  | 2  | 3  | 4 | 5 | 6 | 7 | 8 | 9 | 10 |
| Поени    | 15 | 12 | 10 | 8 | 6 | 5 | 4 | 3 | 2 | 1  |

### Комплетни резултати великих награда у мотоциклистичким тркама
| Година | Класа | Мотор       | 1       | 2       | 3       | 4       | 5      | 6       | 7       | 8       | 9       | 10      | 11      | 12     | 13    | Поени | Позиција |
| ------ | ----- | ----------- | ------- | ------- | ------- | ------- | ------ | ------- | ------- | ------- | ------- | ------- | ------- | ------ | ----- | ----- | -------- |
| 1963   | 250cc | Мото Морини | ESP     | GER     |         | IOM     | NED    | BEL     | ULS     | DDR     |         | NAT Ret | ARG     | JPN    |       | 0     | /        |
| 1964   | 250cc | Мото Морини | USA     | ESP     | FRA     | IOM     | NED    | BEL     | GER 4   | DDR     | ULS     |         | NAT 4   | JPN    |       | 6     | 12th     |
| 1965   | 350cc | МВ Агуста   |         | GER1    | IOM 3   | NED 3   |        | DDR Ret | CZE Ret | ULS     | FIN1    | NAT 1   | JPN 5   |        |       | 32    | 2.       |
| 1965   | 500cc | МВ Агуста   | USA     | GER 2   | IOM Ret | NED 2   | BEL 2  | DDR 2   | CZE 2   | ULS     | FIN 1   | NAT 2   |         |        |       | 32    | 2.       |
| 1966   | 350cc | МВ Агуста   | GER Ret | FRA 2   | NED 2   |         | DDR1   | CZE 2   | FIN Ret | ULS 2   | IOM1    | NAT1    | JPN     |        |       | 42    | 2.       |
| 1966   | 500cc | МВ Агуста   | GER 2   |         | NED 2   | BEL 1   | DDRRet | CZE 2   | FIN1    | ULS 2   | IOM 2   | NAT 1   |         |        |       | 36    | 1.       |
| 1967   | 350cc | МВ Агуста   | GER 2   | IOM 2   | NED2    |         | DDR 2  | CZE 7   |         | ULS1    | NAT Ret |         | JPN     |        |       | 32    | 2.       |
| 1967   | 500cc | МВ Агуста   | GER1    | IOM Ret | NED2    | BEL 1   | DDR1   | CZE 2   | FIN 1   | ULS 20  | NAT 1   | CAN 2   |         |        |       | 46    | 1.       |
| 1968   | 350cc | МВ Агуста   | GER1    |         | IOM1    | NED1    |        | DDR1    | CZE1    |         | ULS1    | NAT1    |         |        |       | 32    | 1.       |
| 1968   | 500cc | МВ Агуста   | GER1    | ESP1    | IOM1    | NED1    | BEL1   | DDR1    | CZE1    | FIN1    | ULS1    | NAT1    |         |        |       | 48    | 1.       |
| 1969   | 350cc | МВ Агуста   | ESP1    | GER1    |         | IOM1    | NED1   |         | DDR1    | CZE 1   | FIN1    | ULS1    | NAT     | YUG    |       | 90    | 1.       |
| 1969   | 500cc | МВ Агуста   | ESP1    | GER1    | FRA1    | IOM1    | NED1   | BEL1    | DDR1    | CZE1    | FIN1    | ULS1    | NAT     | YUG    |       | 105   | 1.       |
| 1970   | 350cc | МВ Агуста   | GER1    |         | YUG1    | IOM1    | NED1   |         | DDR1    | CZE1    | FIN1    | ULS1    | NAT1    | ESP    |       | 105   | 1.       |
| 1970   | 500cc | МВ Агуста   | GER1    | FRA1    | YUG1    | IOM1    | NED1   | BEL1    | DDR1    |         | FIN1    | ULS1    | NAT 1   | ESP    |       | 90    | 1.       |
| 1971   | 350cc | МВ Агуста   | AUT1    | GER1    | IOMRet  | NED1    |        | DDR1    | CZERet  | SWE1    | FIN1    | ULS     | NAT Ret | ESP    |       | 90    | 1.       |
| 1971   | 500cc | МВ Агуста   | AUT1    | GER1    | IOM1    | NED1    | BEL1   | DDR1    |         | SWE1    | FIN1    | ULS     | NAT Ret | ESP    |       | 90    | 1.       |
| 1972   | 350cc | МВ Агуста   | GER 2   | FRA 4   | AUT1    | NAT1    | IOM1   | YUGRet  | NED1    |         | DDR Ret | CZE Ret | SWE 1   | FIN1   | ESP   | 102   | 1.       |
| 1972   | 500cc | МВ Агуста   | GER1    | FRA1    | AUT1    | NAT1    | IOM1   | YUGRet  | NED1    | BEL1    | DDR1    | CZE1    | SWE1    | FIN1   | ESP   | 105   | 1.       |
| 1973   | 350cc | МВ Агуста   | FRA1    | AUT Ret | GER Ret | NAT 1   | IOM    | YUG     | NED 1   |         | CZE 2   | SWE 2   | FIN 1   | ESP    |       | 84    | 1.       |
| 1973   | 500cc | МВ Агуста   | FRA Ret | AUT Ret | GER Ret | NAT C   | IOM    | YUG     | NEDRet  | BEL1    | CZE1    | SWE2    | FIN1    | ESP    |       | 57    | 3.       |
| 1974   | 350cc | Јамаха      | FRA1    | GER     | AUT 1   | NAT1    | IOM    | NED1    |         | SWE DNS | FIN     |         | YUG1    | ESP    |       | 75    | 1.       |
| 1974   | 500cc | Јамаха      | FRA Ret | GER     | AUT1    | NATRet  | IOM    | NED 1   | BEL 2   | SWE Ret | FIN     | CZE 6   |         |        |       | 47    | 4.       |
| 1975   | 350cc | Јамаха      | FRA 2   | ESP 1   | AUT Ret | GERRet  | NAT 2  | IOM     | NED 4   |         |         | FIN 2   | CZE Ret | YUG    |       | 59    | 2.       |
| 1975   | 500cc | Јамаха      | FRA 1   |         | AUTRet  | GER1    | NAT1   | IOM     | NED 2   | BEL Ret | SWE Ret | FIN1    | CZE 2   |        |       | 84    | 1.       |
| 1976   | 350cc | МВ Агуста   | FRARet  | AUT Ret | NAT Ret | YUG Ret | IOM    | NED 1   |         |         | FIN Ret | CZE Ret | GER Ret | ESP    |       | 15    | 15.      |
| 1976   | 500cc | МВ Агуста   | FRA 5   | AUT 6   |         |         |        |         |         |         |         |         | GER 1   |        |       | 26    | 7.       |
| 1976   | 500cc | Сузуки      |         |         | NATRet  |         | IOM    | NED Ret | BEL Ret | SWE     | FINRet  | CZE Ret |         |        |       | 26    | 7.       |
| 1977   | 350cc | Јамаха      | VEN     |         | GER 2   | NAT 8   | ESP -  | FRA 11  | YUG -   | NED -   |         | SWE 13  | FIN -   | CZE 10 | GBR - | 16    | 16.      |
| 1977   | 500cc | Јамаха      | VEN     | AUT     | GER     | NAT 5   |        | FRA2    |         | NED Ret | BEL 8   | SWE 9   | FIN Ret | CZE 2  | GBR 9 | 37    | 6.       |

### Комплетни резултати првенстава у Формули 750
| Година | Класа | Мотор  | 1     | 2     | 3       | 4     | 5     | 6     | 7     | 8     | 9     | 10    | 11      | 12      | 13      | 14    | 15      | 16    | 17    | 18      | 19      | Поени | Позиција |
| ------ | ----- | ------ | ----- | ----- | ------- | ----- | ----- | ----- | ----- | ----- | ----- | ----- | ------- | ------- | ------- | ----- | ------- | ----- | ----- | ------- | ------- | ----- | -------- |
| 1975   | 750cc | Јамаха | USA 4 | ITA 1 | ITA 2   | BEL 1 | BEL 2 | FRA 1 | FRA 2 | SWE 1 | SWE 2 | FIN 1 | FIN 2   | SIL 1   | SIL 2   | NED 1 | NED 2   | GER 1 | GER 2 |         |         | 8     | 21.      |
| 1976   | 750cc | Јамаха | USA   | VEN 1 | VEN 2   | ITA 1 | ITA 2 | ESP 1 | ESP 2 | BEL 1 | BEL 2 | FRA 1 | FRA 2 3 | SIL 1   | SIL 2   | NED 1 | NED 2 1 | GER 1 | GER 2 |         |         | 12    | 18.      |
| 1977   | 750cc | Јамаха | USA   | ITA 1 | ITA 2 3 | ESP   | FRA 1 | FRA 2 | GBR 1 | GBR 2 | AUT 2 | BEL 1 | BEL 2   | NED 1 4 | NED 2 4 | USA 1 | USA 2   | CAN 1 | CAN 2 | GER 1 1 | GER 2 1 | 45    | 3.       |

### Комплетни резултати британског шампионата Формуле 1
| Година | Возач           | Болид         | Мотор    | 1     | 2     | 3       | 4       | 5     | 6     | 7     | 8       | 9     | 10      | 11      | 12      | 13    | 14    | 15    | Позиција | Поени |
| ------ | --------------- | ------------- | -------- | ----- | ----- | ------- | ------- | ----- | ----- | ----- | ------- | ----- | ------- | ------- | ------- | ----- | ----- | ----- | -------- | ----- |
| 1979   | Ђакомо Агостини | Williams FW06 | Cosworth | ZOL 9 | OUL 6 | BRH 5   | MAL Ret | SNE 2 | THR 6 | ZAN 3 | DON 9   | OUL 3 | NOG Ret | MAL Ret | BRH Ret | THR 6 | SNE 7 | SIL 7 | 8th      | 19    |
| 1980   | Ђакомо Агостини | Williams FW06 | Cosworth | OUL   | BRH 4 | SIL Ret | MAL     | THR 4 | MNZ 3 | MAL   | SNE Ret | BRH 3 | THR 3   | OUL     | SIL 3   |       |       |       | 5th      | 22    |